# Södra Ladumyrtjärnen
Södra Ladumyrtjärnen är en sjö i Ånge kommun i Medelpad och ingår i Ljungans huvudavrinningsområde. Sjön har en area på 0,0388 kvadratkilometer och ligger 334,1 meter över havet.

## Delavrinningsområde
Södra Ladumyrtjärnen ingår i det delavrinningsområde (692641-145274) som SMHI kallar för Utloppet av Översjön. Medelhöjden är 301 meter över havet och ytan är 18,83 kvadratkilometer. Räknas de 401 avrinningsområdena uppströms in blir den ackumulerade arean 3 838,41 kvadratkilometer. Avrinningsområdets utflöde Ljungan mynnar i havet. Avrinningsområdet består mestadels av skog (74 procent). Avrinningsområdet har 1,87 kvadratkilometer vattenytor vilket ger det en sjöprocent på 9,9 procent.